# Tachidius hydrobiologicus
Tachidius hydrobiologicus is een eenoogkreeftjessoort uit de familie van de Tachidiidae. De wetenschappelijke naam van de soort is voor het eerst geldig gepubliceerd in 1945 door Oliveira.